# Stockholms rådhusrätt

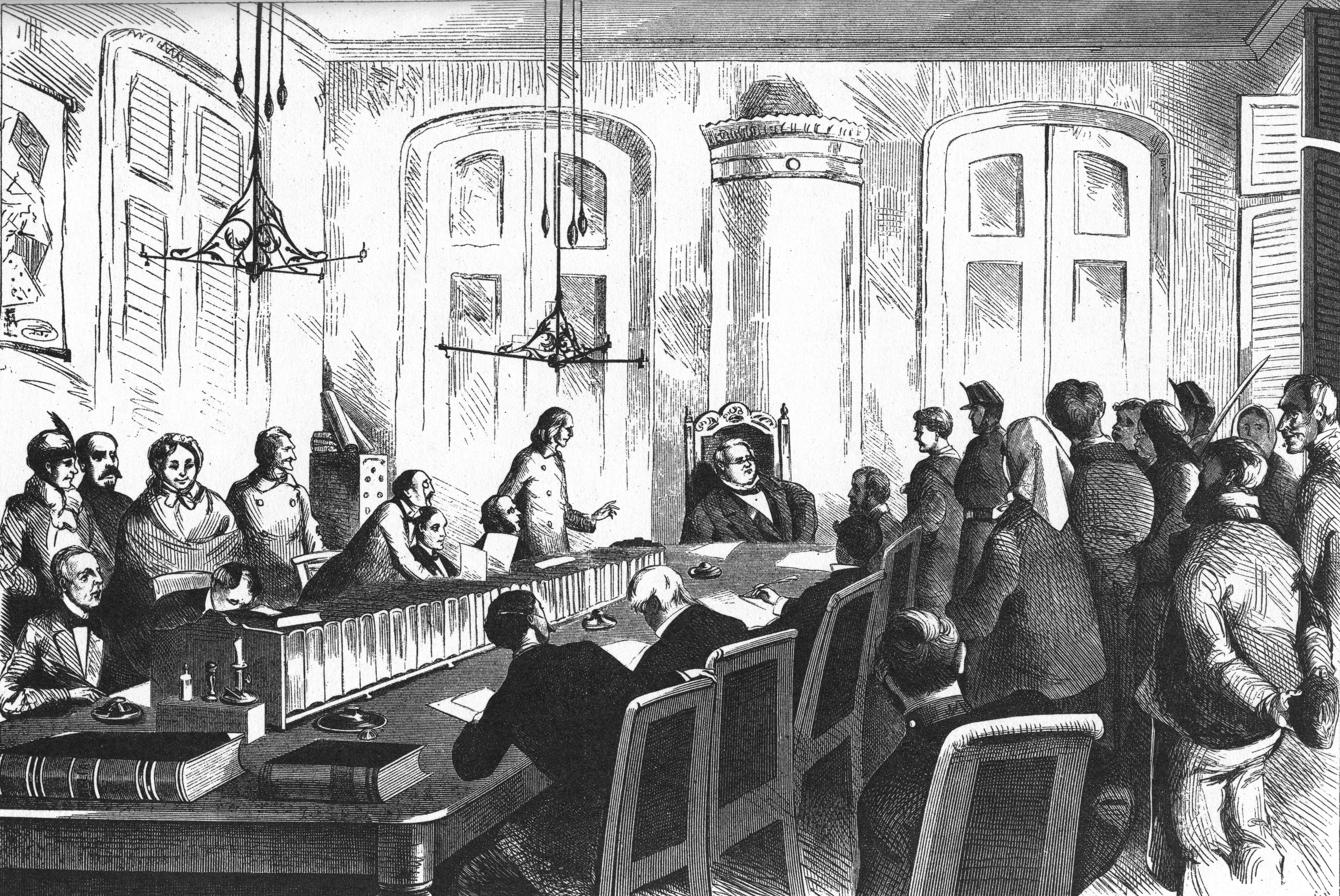
Session vid Stockholms rådhusrätt. Trägravyr av John Beer, publicerad i Ny illustrerad tidning 1877.

Stockholms rådhusrätt (historiskt även Stockholms rådstugurätt eller Stockholms rådstufvurätt) var Stockholms stads rådhusrätt från medeltiden fram till bildandet av Stockholms tingsrätt i samband med tingsrättsreformen 1971.
Redan på  medeltiden föreskrevs att Stockholm skulle ha ett visst antal borgmästare och rådmän.  Enligt Magnus Erikssons stadslag som utarbetades i mitten av 1300-talet var det sex borgmästare och trettio rådmän som omfattade stadens styrande organ, i en nyare version från 1470-talet förskrevs fyra respektive tjugofyra, men i praktiken var det normalt med två borgmästare och åtta rådmän. I medeltida Stockholm kunde enbart köpmän och inga hantverkare väljas till rådmän. Förebild för denna förvaltning i Stockholm var uppenbart nordtyska städer.
Vid sidan om den högre rådstugerätten fanns i de flesta svenska städer även den lägre så kallade kämnärsrätten, den skulle enligt 1619 års lag enbart ta upp “ringa och smärre saker”.  Efterhand uppkom dock en praxis att kämnärsrätterna med några få undantag upptog alla civila och kriminella mål. Därmed övergick rådhusrätten till att bli appellationsdomstol men bara för civila mål, medan de brottmål som avgjordes av kämnärsrätterna kunde överklagas i hovrätten. Dessutom fanns på 1600- och 1700-talen slottsrätten som bland annat handlade mål rörande brott inom själva slottet och i de kungliga slottsträdgårdarna.
Stockholms råd sammanträdde i rådhuset, eller med lagens och medeltidens term rådstugan, som låg vid Stortorgets norra sida och omnämns första gången 1330. I rådssalen hölls sammanträden av stadens råd tre gångar i veckan; på söndagar och helgfria måndagar och onsdagar. Ordförande var normalt inte någon av borgmästarna utan fogden på Slottet Tre kronor. Fogdens närvaro krävdes för att rådet skulle vara beslutsför i rättsfrågor. 1732 flyttade Rådhuset till Bondeska palatset vid Riddarhustorget. Den sista flytten skedde 1915, till det nyuppförda Stockholms rådhus på Kungsholmen.
Vid rådhusrätten författades Stockholms stads tänkeböcker under 1400-1600-talen.
Rådhusrättens diarier är digitaliserade av Stockholms stadsarkiv för år 1850-1947.

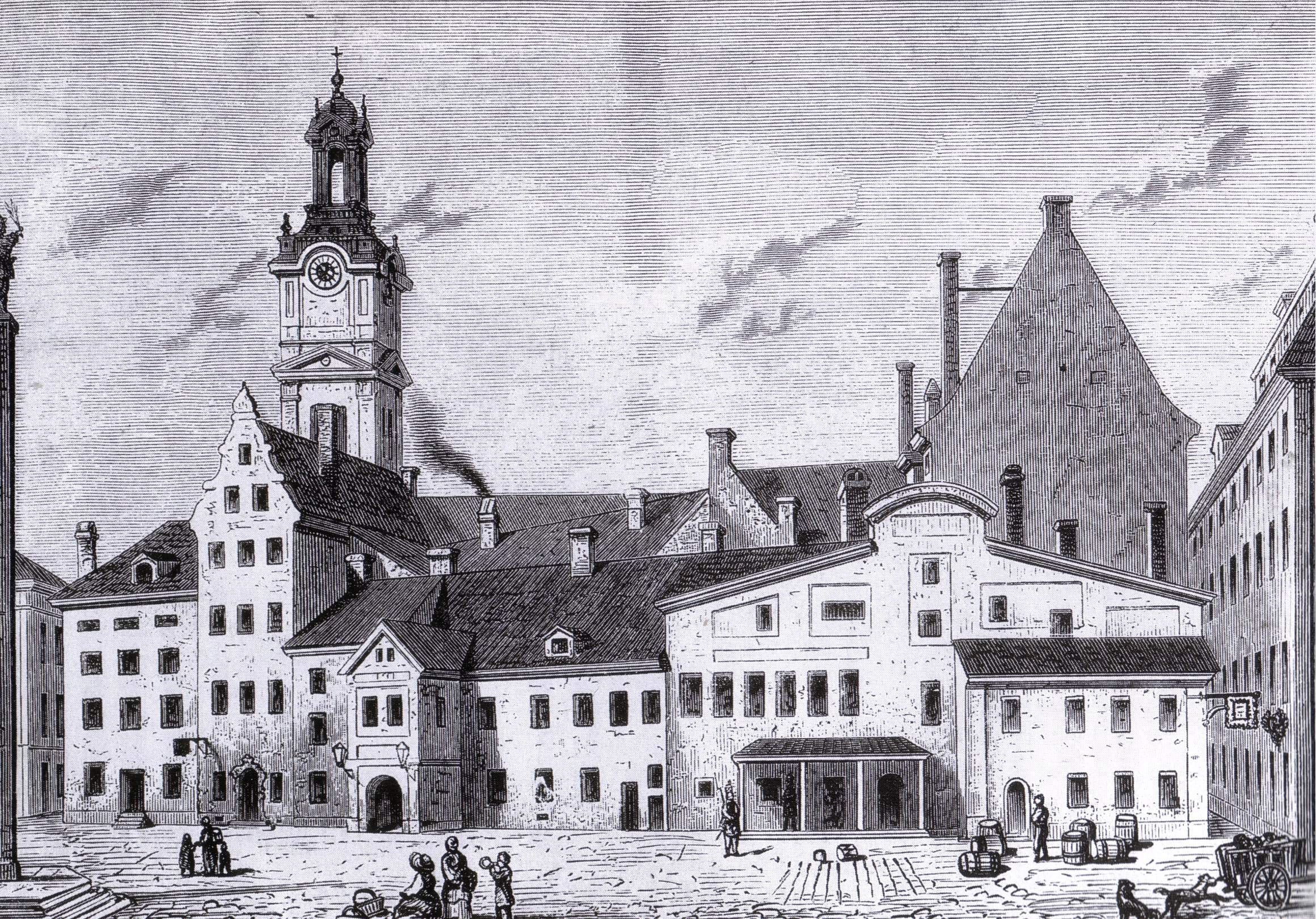
Rådstugan: Plats för rådhusrätten från medeltiden till 1732. Numera Börshuset
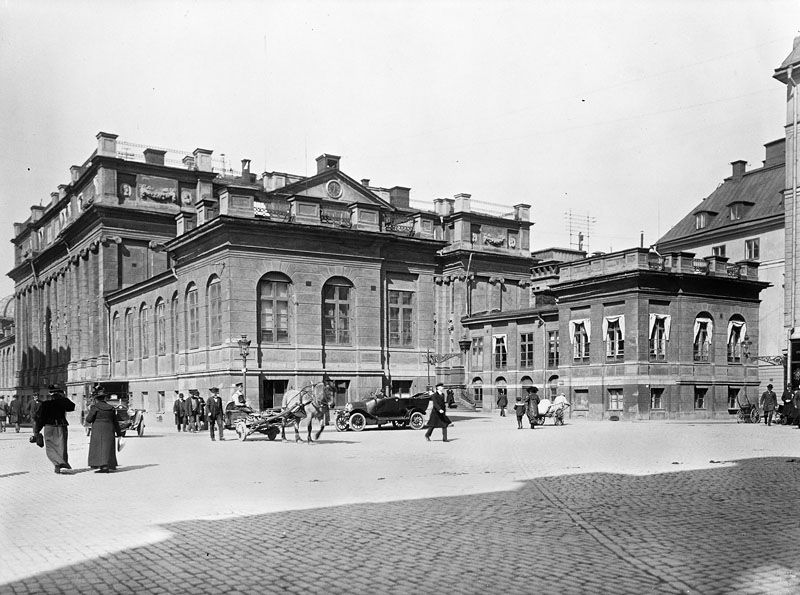
Bondeska palatset: Plats för rådhusrätten från 1732 till 1915. Numera innehas byggnaden av Högsta Domstolen
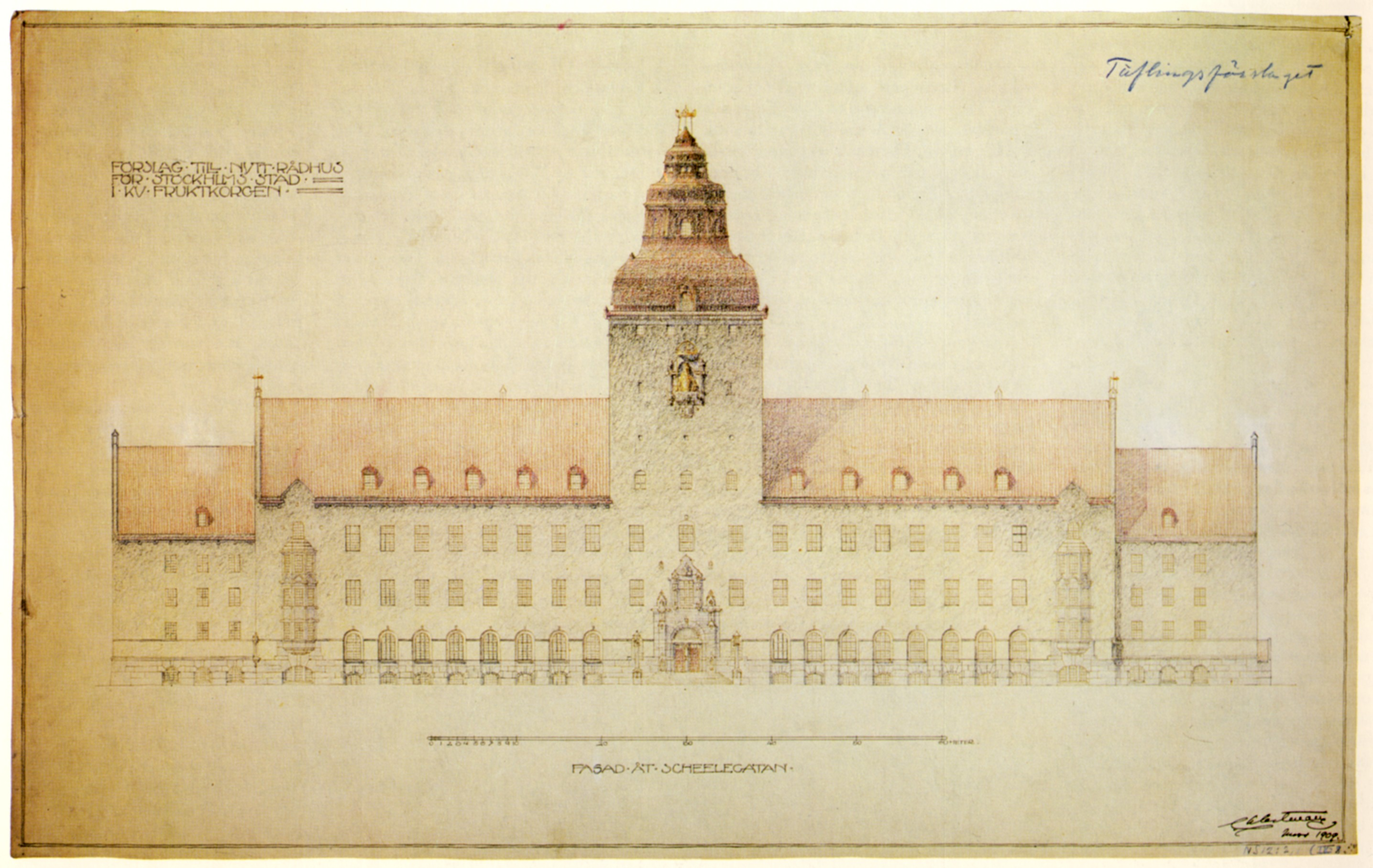
Stockholms rådhus: Plats för rådhusrätten från 1915 till tingsrättsreformen. Numera Stockholms Tingsrätt
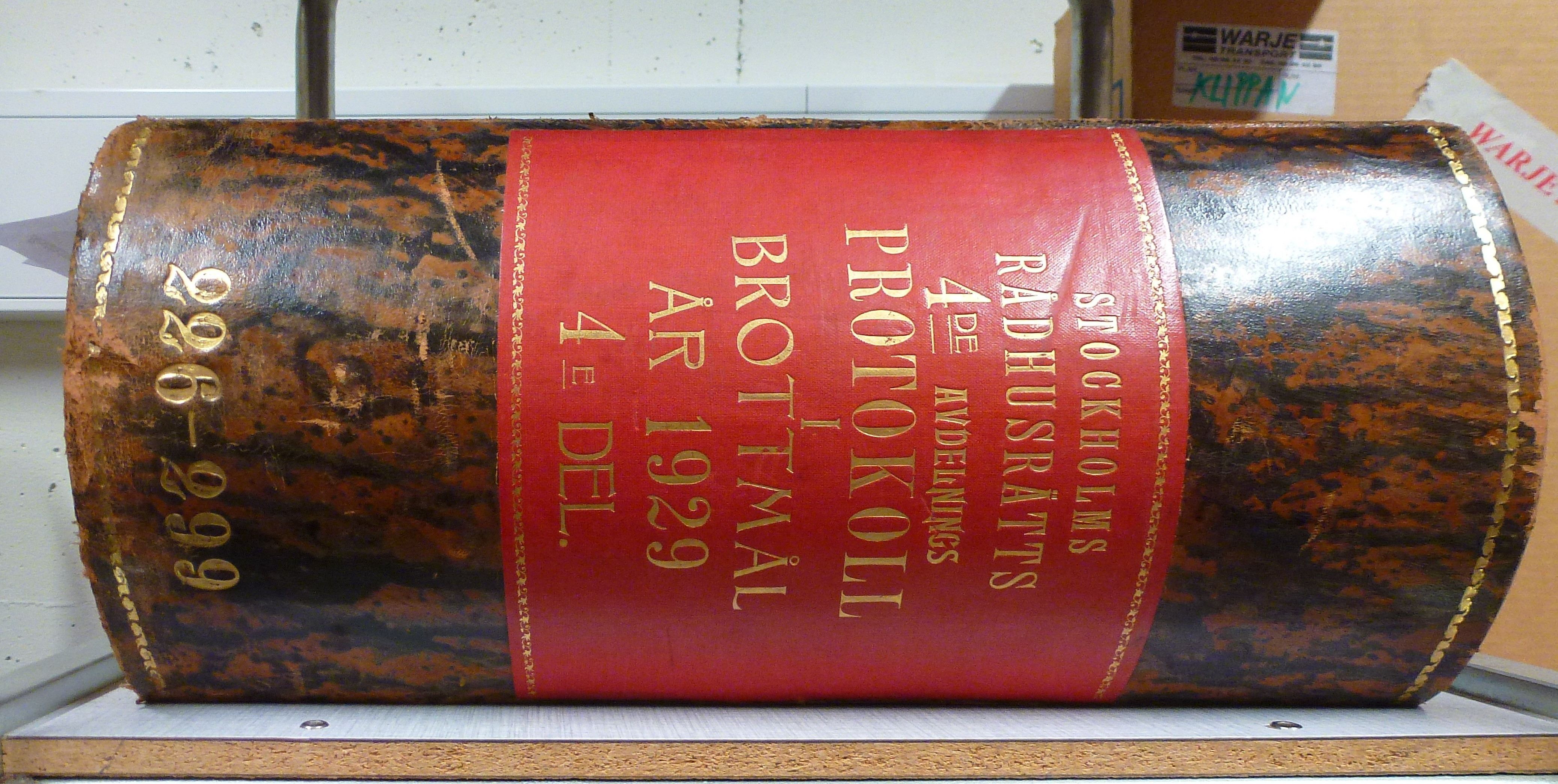
Stockholms rådhusrätts protokoll från 1929 i Stockholms stadsarkiv

## Rättsfall i urval
- Den 19 juli 1490 rannsakades Gustav Vasas far Erik Johansson Vasa inför Stockholms rådstugurätt.[6]
- Lundquistaffären 1953

## Rådmän i urval
- Peter Aulævill (1712-1721?)
- Johan Fredrik Gråå (1833-1867)
- Herman Billing (1894-1897?)
- Allan Cederborg (1911-1918)